# Знаки зодиака
Знаки зодиака — дебютний студійний та промо-альбом білоруського співака Євгена Літвінковича. Альбом був офіційно виданий як диск, до якого увійшли 9 композицій (серед них 4 сингли, з яких 3 - авторські пісні), а також кавери на пісні Ігора Ніколаєва, Лоліти Мілявської та Океан Ельзи.
Трек-лист та обкладинку альбому Літвінкович оприлюднив за тиждень до свого першого сольного концерту у м. Києві. А вже на самому сольному концерті 31 травня 2013 року було офіційно представлено дебютний альбом (сингл та відео до пісні «Знаки зодиака» було представлено раніше).
|   | Цей альбом про мене, про людей і всі ті емоції, які ми, стискаючись, даємо один одному. Оскільки кожна людина щось приносить у наше життя, чогось нас вчить,.... чомусь своєму. Тому і альбом називається «Знаки зодіаку». |
| — | |

|                                            | Мені здається, кожен артист повинен намагатись писати сам. Не обов'язково це буде шедевр, але це будуть твої думки, емоції. Знайти пісню, яка повністю відповідає твоєму внутрішньому «Я», неймовірно складно. Та й хто знає нас краще, ніж ми самі? «К тебе» і «Вот так-то лучше» - знову автобіографічні пісні. Це звернення до певних жінок, які були і є в моєму житті. І якщо «К тебе» - це грубо кажучи, визнання в любові і бажання бути поруч, то «Вот так-то лучше» - заклик "включити" мозок і нарешті зрозуміти, що насправді важливо у стосунках між двома людьми. Впевнений, багатьом чоловікам ця пісня буде близька. |
| — Євген Літвінкович перед випуском альбому | |

## Трек-лист
1. Знаки зодиака
2. Мама
3. К тебе
4. Холодно (кавер Океану Ельзи)
5. Вот так-то лучше
6. Там нет меня
7. Фетиш (кавер Лоліти Мілявської)
8. Слова
9. Знаки зодиака (радіоверсія)